# Sofia Zampetti
Sofia Zampetti (9 de septiembre de 2001) es una deportista italiana que compite en taekwondo. En los Juegos Europeos de Cracovia 2023 consiguió una medalla de plata en la categoría de –46 kg.

## Palmarés internacional
| Juegos Europeos | Juegos Europeos         | Juegos Europeos  | Juegos Europeos |
| Año             | Lugar                   | Medalla          | Categoría       |
| --------------- | ----------------------- | ---------------- | --------------- |
| 2023            | Krynica-Zdrój (Polonia) | Medalla de plata | –46 kg          |